# Procurador general de la Nación (Argentina)
El procurador general de la Nación es el funcionario que dirige el Ministerio Público Fiscal de la República Argentina y en tal carácter es el jefe de todos los fiscales que actúan ante tribunales nacionales, y a la vez, él mismo, es el fiscal ante la Corte Suprema de Justicia de la Nación. En su función como fiscal de la Corte Suprema, dirige la tarea de los procuradores fiscales ante la Corte Suprema. Desde el 31 de diciembre de 2017 se encuentra interinamente a cargo el procurador fiscal ante la Corte Suprema de Justicia de la Nación Eduardo Casal.

El Ministerio Público Fiscal de Argentina y el Ministerio Público de la Defensa dirigido por el Defensor General de la Nación y encargado de la acción de los defensores oficiales o públicos integran el Ministerio Público de Argentina, un órgano constitucional bicéfalo regulado en sus pautas básicas por el artículo 120 de la Constitución Nacional y la Ley 24.946 del Ministerio Público, sancionada en 1998.

## Base normativa
El artículo 120 de la Constitución de Argentina establece:

Sección Cuarta - Del Ministerio Público.
Artículo 120.- El ministerio Público es un órgano independiente con autonomía funcional y autarquía financiera, que tiene por función promover la actuación de la justicia en defensa de la legalidad de los intereses generales de la sociedad, en coordinación con las demás autoridades de la República.
Está integrado por un procurador general de la Nación y un defensor general de la Nación y los demás miembros que la ley establezca.
Sus miembros gozan de inmunidades funcionales e intangibilidad de remuneraciones.
Artículo 120 de la Constitución Argentina.

## Fiscales
Los fiscales son los encargados de defender los intereses públicos en los procesos judiciales, instando la acción pública. En los procesos penales, son quienes llevan adelante la investigación de los delitos. Esa dinámica (fiscal que investiga y juez que decide) se corresponde con un sistema llamado “acusatorio”, donde es el fiscal quien debe realizar la acusación durante todo el proceso. A los fiscales les corresponde la iniciativa en la investigación en determinados casos; por ejemplo, cuando no hay un autor del delito identificado o cuando el juez le “delega” la causa para que la investigue.
Como representante de los intereses de la sociedad, a quienes les compete actuar en nombre del Ministerio Público Fiscal, también les corresponde emitir dictámenes en algunas causas. Los dictámenes son una parte esencial del proceso que redacta el fiscal antes que el juez decida la cuestión que están tratando. En el dictamen el fiscal representa el interés general de perseguir delitos -en materia penal- o de tutelar los intereses generales -en los fueros no represivos- sobre el punto del conflicto que se esté discutiendo. Estos fueros, esto es las áreas del derecho sobre las que se trabaja en la administración de justicia son: penal, civil, comercial, administrativo, del trabajo, de la seguridad social y de menores.
El Ministerio Público Fiscal de la Nación interviene en la Capital Federal en todas las causas –salvo aquellas que fueron traspasadas a la administración de justicia de la ciudad autónoma de Buenos Aires, y en el resto del país por medio de los fiscales federales solo en aquellas causas que versan sobre cuestiones tratadas en la Constitución nacional y en leyes federales.
Para hacer más eficaz la labor se conformaron en el Ministerio Público Fiscal unidades especializadas respecto de ciertos temas.

## Unidades especializadas
En el Ministerio Público Fiscal se conformaron unidades especializadas para mejorar su desempeño, que son:
- Unidad Fiscal de Investigaciones de Delitos con Autor Desconocido
- Unidad Fiscal para la Investigación de delitos cometidos en el ámbito de actuación del Instituto Nacional de Servicios Sociales para Jubilados y Pensionados – (UFI-PAMI).
- Unidad Fiscal para la Investigación de Delitos Contra el Medio Ambiente (UFIMA)
- Unidad Fiscal para la Investigación de Delitos relativos a la seguridad social
- Unidad Fiscal de Ejecución Penal (UFEP)
- Unidad Fiscal AMIA
- Unidad Fiscal para la Investigación de Delitos Cometidos en el Ámbito de Actuación del Registro Nacional de Armas (UFI–RENAR)
- Unidad Fiscal para la Investigación de Delitos contra la Integridad Sexual y Prostitución Infantil
- Procuraduría de Crímenes contra la humanidad
- Procuraduría para el Combate de la Trata y Explotación de Personas
- Programa del Ministerio Público Fiscal sobre Políticas de Género
- Unidad Especial para casos de apropiación de niños durante el terrorismo de Estado
- Procuraduría de Criminalidad Económica y Lavado de Activos (PROCELAC)
- Procuraduría de Narcocriminalidad (PROCUNAR)
- Unidad Fiscal para la investigación de hechos de violencia en espectáculos deportivos

## Designación y remoción
El procurador general de la Nación es designado por el Poder Ejecutivo nacional con acuerdo del Senado por dos tercios de sus miembros 
presentes. (art. 5 de la Ley 24.946). 
Para ser procurador general de la Nación, el procurador –al igual que los demás integrantes del Ministerio Público- no podrán ejercer la abogacía ni la representación de terceros en juicio, salvo en los asuntos propios o en los de su cónyuge, ascendientes o descendientes, o bien cuando lo hicieren en cumplimiento de un deber legal. Alcanzan a ellos las incompatibilidades que establecen las leyes respecto de los jueces de la Nación. (Art. 7° Ley 24.946).
El procurador general de la Nación recibirá una retribución 
equivalente a la de juez de la Corte Suprema de Justicia de la Nación. Goza de estabilidad mientras dure su buena conducta y hasta los setenta y cinco (75) años de edad. Los que alcancen esa edad quedarán sujetos a la exigencia de un nuevo nombramiento, precedido de igual acuerdo. Estas designaciones se efectuarán por el término de cinco (5) años, y podrán ser repetidas indefinidamente, mediante el mismo procedimiento. Al igual que los demás magistrados del Ministerio Público, el procurador goza de las siguientes inmunidades:
No podrá ser arrestado excepto en caso de ser sorprendidos en flagrante delito. Sin perjuicio de ello, en tales supuestos, se dará cuenta a la autoridad superior del Ministerio Público que corresponda, y al Tribunal de Enjuiciamiento respectivo, con la información sumaria del hecho.
Estará exento del deber de comparecer a prestar declaración como testigos ante los Tribunales, pudiendo hacerlo. En su defecto deberán responder por escrito, bajo juramento y con las especificaciones pertinentes.(Art. 14, Ley 24.946)
El procurador general de la Nación solo puede ser removido por las causales y mediante el procedimiento de juicio político establecido en los artículos 53 y 59 de la Constitución Nacional, lo que ha recibido críticas de la doctrina especializada por considerarlo inconstitucional.

## Atribuciones
El procurador general de la Nación tiene el gobierno y la administración general y financiera dentro de su área. A tal efecto, tendrá los siguientes deberes y facultades:
1. Representar al Ministerio Público en sus relaciones con las demás autoridades de la República.
2. Dictar reglamentos de superintendencia general y financiera, de organización funcional, de personal, disciplinarios, y todos los demás que resulten necesarios para el cumplimiento de las funciones encomendadas al Ministerio Público por la Constitución y las leyes.
3. Celebrar los contratos que se requieran para el funcionamiento del Ministerio Público.
4. Coordinar las actividades del Ministerio Público con las diversas autoridades nacionales, provinciales o municipales, requiriendo su colaboración cuando fuere necesaria.
5. Elevar un informe anual, y por escrito, a la Comisión Bicameral creada por esta ley, sobre el desempeño de las funciones asignadas al Ministerio Público.
6. Organizar y dirigir una oficina de recursos humanos y un servicio administrativo - financiero, acreditado y reconocido conforme la normativa del Ministerio de Economía y Obras y Servicios Públicos de la Nación.

## Lista de procuradores
Esta lista enumera los procuradores generales de la Nación Argentina. El procurador general de la Nación es el jefe de todos los fiscales que actúan ante tribunales nacionales, y a la vez, él mismo, es el fiscal ante la Corte Suprema de Justicia de la Nación.
| N.º | Procurador                        | Periodo                                             | Nombrado por                                                      |
| --- | --------------------------------- | --------------------------------------------------- | ----------------------------------------------------------------- |
| 1   | Francisco Pico                    | 15 de enero de 1863 - 17 de agosto de 1875          | Bartolomé Mitre                                                   |
| 2   | Carlos Tejedor                    | 17 de agosto de 1875 - 1 de mayo de 1878            | Nicolás Avellaneda                                                |
| 3   | Eduardo Costa                     | 1 de mayo de 1878 - 6 de agosto de 1890             | Nicolás Avellaneda                                                |
| 4   | Antonio Malaver                   | 6 de agosto de 1890 - 30 de enero de 1892           | Carlos Pellegrini                                                 |
| 5   | Sabiniano Kier                    | 30 de enero de 1892 - 17 de enero de 1905           | Carlos Pellegrini                                                 |
| 6   | Julio Botet                       | 17 de enero de 1905 - 26 de noviembre de 1917       | Manuel Quintana                                                   |
| 7   | José Nicolás Matienzo             | 26 de noviembre de 1917 - 3 de enero de 1922        | Hipólito Yrigoyen                                                 |
| 8   | Horacio Rodríguez Larreta         | 27 de septiembre de 1923 - 1 de junio de 1935       | Marcelo Torcuato de Alvear                                        |
| 9   | Juan Álvarez                      | 1 de junio de 1935 - 30 de abril de 1947            | Agustín Pedro Justo                                               |
| 10  | Carlos Gabriel Delfino            | 26 de julio de 1947 - 4 de octubre de 1955          | Juan Domingo Perón                                                |
| 11  | Sebastián Soler                   | 6 de octubre de 1955 - 8 de mayo de 1958            | Eduardo Lonardi                                                   |
| 12  | Ramón Lascano                     | 9 de mayo de 1958 - 28 de junio de 1966             | Arturo Frondizi                                                   |
| 13  | Eduardo Héctor Marquardt          | 4 de julio de 1966 - 8 de marzo de 1973             | Juan Carlos Onganía                                               |
| 14  | Enrique Carlos Petracchi          | 8 de marzo de 1973 - 2 de abril de 1976             | Alejandro Lanusse                                                 |
| 15  | Elias P. S. Guastavino            | 2 de abril de 1976 - octubre de 1980                | Jorge Rafael Videla                                               |
| 16  | Mario Justo López                 | octubre de 1980 - 10 de diciembre de 1983           | Jorge Rafael Videla                                               |
| 17  | Juan Octavio Gauna                | 10 de diciembre de 1983 - 17 de noviembre de 1987   | Raúl Alfonsín                                                     |
| 18  | Andrés José D'Alessio             | 17 de noviembre de 1987 - 31 de marzo de 1989       | Raúl Alfonsín                                                     |
| 19  | Oscar Eduardo Roger               | 13 de septiembre de 1989 - 13 de septiembre de 1991 | Carlos Saúl Menem                                                 |
| 20  | Aldo Luis Montesano Rebón         | 16 de septiembre de 1991 - 28 de abril de 1992      | Carlos Saúl Menem                                                 |
| 21  | Oscar Luján Fappiano              | 4 de mayo de 1992 - 11 de agosto de 1994            | Carlos Saúl Menem                                                 |
| 22  | Ángel Nicolás Agüero Iturbe       | 18 de agosto de 1994 - 28 de febrero de 1997        | Carlos Saúl Menem                                                 |
| 23  | Nicolás Eduardo Becerra           | 23 de abril de 1997 - 5 de febrero de 2004          | Carlos Saúl Menem                                                 |
| -   | Luis González Warcalde (interino) | 5 de febrero de 2004 - 23 de junio de 2004          | Asumió interinamente por reglamento.                              |
| 24  | Esteban Righi                     | 23 de junio de 2004 - 9 de abril de 2012            | Néstor Kirchner                                                   |
| -   | Luis González Warcalde (interino) | 9 de abril de 2012 - 29 de agosto de 2012           | Asumió interinamente por reglamento.                              |
| 25  | Alejandra Gils Carbó              | 29 de agosto de 2012 - 31 de diciembre de 2017      | Cristina Fernández de Kirchner                                    |
| -   | Eduardo Casal (interino*)         | 31 de diciembre de 2017 - en el cargo               | Asumió interinamente por reglamento. (Presidencia Mauricio Macri) |